# Hòa Xuân Nam
Hòa Xuân Nam là một xã thuộc thị xã Đông Hòa, tỉnh Phú Yên, Việt Nam.

## Địa lý
Xã Hòa Xuân Nam nằm ở phía nam thị xã Đông Hòa, có vị trí địa lý:
- Phía đông giáp Biển Đông
- Phía tây giáp huyện Tây Hòa
- Phía nam giáp tỉnh Khánh Hòa và Biển Đông
- Phía bắc giáp phường Hòa Xuân Tây và các xã Hòa Tâm, Hòa Xuân Đông.

Xã Hòa Xuân Nam có diện tích 65,86 km², dân số năm 1999 là 2.966 người, mật độ dân số đạt 45 người/km².
Xã Hoà Xuân Nam có 3 thôn :
Hảo Sơn Nam , Hảo Sơn Bắc , Vũng Rô

## Lịch sử
Địa bàn xã Hòa Xuân Nam trước đây vốn là một phần xã Hòa Xuân thuộc huyện Tuy Hòa.
Ngày 30 tháng 12 năm 1993, tách thôn Vũng Rô thuộc xã Đại Lãnh, huyện Vạn Ninh, tỉnh Khánh Hòa để sáp nhập vào xã Hòa Xuân (nay thuộc địa bàn xã Hòa Xuân Nam).
Ngày 27 tháng 8 năm 1994, chia xã Hòa Xuân thành 3 xã Hòa Xuân Đông, Hòa Xuân Tây và Hòa Xuân Nam.
Ngày 16 tháng 5 năm 2005, huyện Tuy Hòa chia tách thành hai huyện Đông Hòa và Tây Hòa. Xã Hòa Xuân Nam thuộc huyện Đông Hòa.
Ngày 1 tháng 6 năm 2020, thành lập thị xã Đông Hòa trên cơ sở toàn bộ diện tích và dân số của huyện Đông Hòa. Xã Hòa Xuân Nam thuộc thị xã Đông Hòa như hiện nay.

## Hình ảnh

Núi Đá Bia